# Marko Mihkelson

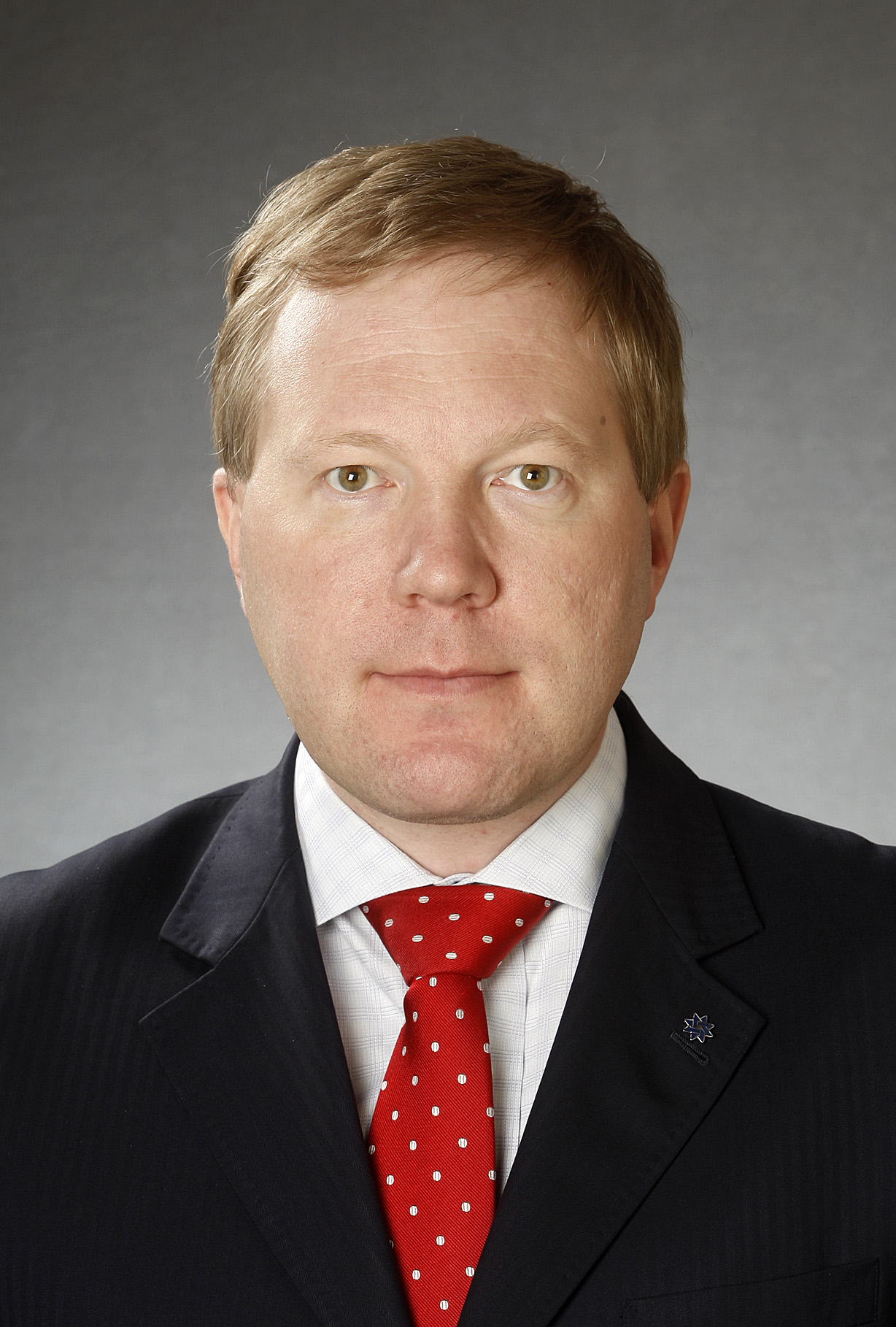
Marko Mihkelson (2011)

Marko Mihkelson (* 30. November 1969 in Valga) ist ein estnischer Politiker. Er gehörte von 2001 bis 2017 der konservativen Partei Isamaa ja Res Publica Liit (IRL) an und ist seit 2018 Mitglied der Estnischen Reformpartei. Seit 2003 ist er Mitglied des estnischen Parlaments (Riigikogu).

## Leben
Nach dem Abitur in Valga studierte Mihkelson Geschichte an der Universität Tartu. Er schloss sein Studium 1999 mit der Magisterarbeit: „Venemaa poliitiline areng 1990–1996“ (Die politische Entwicklung der Russischen Föderation 1990–1996) ab.
Für die estnische Tageszeitung „Postimees“ war er 1993/94 als Auslandsredakteur tätig. Er war Korrespondent von „Postimees“ in Moskau von 1994 bis 1997 und Chefredakteur des Blattes von 1997 bis 2000. Von 2000 bis 2003 arbeitete er als Direktor des Baltischen Forschungszentrums für Russlandstudien (Balti Venemaa Uurimise Keskus). Von 2003 bis 2007 war er Vorsitzender der estnischen Delegation beim Europarat.
Von 2001 bis 2017 war Mihkelson Mitglied der Isamaa ja Res Publica Liit (IRL) und seit 2003 ist er Mitglied im estnischen Parlament Riigikogu. Dort ist er Vorsitzender des Auswärtigen Ausschusses und Mitglied des Europaausschusses. Ferner ist er seit 2011 Leiter der estnischen Delegation der Parlamentarischen Versammlung der NATO. Seit 2012 ist er Vorsitzender der estnischen NATO-Vereinigung.
Mihkelson hat zwei Bücher publiziert, ein estnisches Geschichtslehrbuch für Gymnasien sowie im Jahr 2010 ein Buch unter dem Titel „Venemaa. Valguses ja varjus“ („Russland. Im Licht und im Schatten“), in dem er die Geschichte und Politik Russlands der letzten dreißig Jahre beurteilt. Seine Hauptthese ist, dass russische Geheimdienste dort die Macht übernommen haben, und ein großer Teil der russischen Elite mit ihnen verbunden ist.

### Privates
Marko Mihkelson hat eine Tochter. Zu seinen Hobbys zählen Golf und Tennis.

## Publikationen
- Venemaa: valguses ja varjus. Verlag Varrak, Tallinn 2010, ISBN 978-9985-3-2189-8.
- A. Adamson, J. Ant, M. Mihkelson, S. Valdmaa, E. Värä: Lähiajalugu. Õpik XII klassile. Tallinn 2000.
- M. Mihkelson: Baltic-Russian Relations in Light of Expanding NATO and EU. – Demokratizatsiya. In: The Journal of Post-Soviet Democratization. Vol. 11, no. 2, 2003.
- M. Mihkelson: Russia’s Policy toward Ukraine, Belarus, Moldova, and the Baltic States. – Toward an Understanding of Russia. In: New European Perspectives. New York 2002.